# Travis Swanson
Travis Swanson (Kingwood, 30 gennaio 1991) è un ex giocatore di football americano statunitense che ha militato nel ruolo di centro nella National Football League (NFL). Fu scelto nel corso del terzo giro (76º assoluto) del Draft NFL 2014. Al college ha giocato a football alla Università dell'Arkansas

## Carriera professionistica

### Detroit Lions
Swanson fu scelto nel corso del terzo giro del Draft 2014 dai Detroit Lions. Debuttò come professionista subentrando nella vittoria della settimana 1 contro i New York Giants. Nella sua prima stagione disputò tutte le 16 partite, di cui cinque come titolare.